# Mahamat Idriss Déby
Mahamat Idriss Déby Into (N’Djamena, 1984. április 4. –) csádi hivatásos katona, politikus, az ország elnöke (2024-től).

## Életpályája
1984-ben született, hat évvel az előtt, hogy apja, Idriss Déby puccsal magához ragadta a hatalmat, véget vetve Hissène Habré diktatúrájának. Az ország fővárosában, N’Djamenában nőtt fel, ahol apai nagyanyja nevelte. Muszlimként három nőt is feleségül vett. Első arája a zaghawa törzsből származik – ahogy az apja is –, második asszonya a Közép-afrikai Köztársaságból való, akitől öt gyermeke született. A harmadik felesége a sharan goran etnikai csoporthoz tartozik, és aki médiatanácsadóként előbb apósa, Idriss Déby mellett dolgozott, majd férjét segítette a  munkájában.
Már fiatalon katonai pályára lépett. Az alapképzés után a dél-franciaországi Aix-en-Provence katonai középiskolájába küldték, de pár hónap elteltével hazatért. A tisztképzőt végül a fővárosban fejezte be, és ezt követően az elnöki gárdához csatlakozott. Gyorsan emelkedett a ranglétrán, első harci tapasztalatát 2006-ban szerezte, három évvel később pedig már nemzeti hősként tisztelték a Szudán által támogatott lázadókkal szembeni harcokban elért győzelmei miatt. 2013-ban Maliban, a felkelők ellen harcoló csádi különleges erők parancsnok-helyettesévé nevezték ki. Küldetése során részt vett a lázadók elleni ifoghasi és tigharghari csatában. Fiatalon, 25 évesen már tábornokká léptették elő.
2021. április 20-án életét vesztette – az ország északi részén – az iszlamista lázadókkal vívott harcban – az 1990-től folyamatosan újraválasztott – apja, ekkor 37 évesen – immár négycsillagos tábornokként, mint az elnöki gárda parancsnoka – átvette az afrikai ország vezetését egy katonai junta élén, csakúgy mint annak idején keménykezű apja. Mint az irányítást ideiglenesen átvevő katonai tanács elnöke azonnal menesztette a nem lojális főtiszteket és másfél éves átmeneti időszak után szabad választásokat ígért, amit annak lejártával meghosszabbították. A „nemzeti párbeszéd” meghirdetése ellenére erőteljesen fojtotta el a 2022-es ellenzéki tüntetéseket. 2022 októberében az Átmeneti Katonai Tanácsot feloszlatták, őt pedig megválasztották az ország ideiglenes elnökévé, egy – a választásokig tartó, nem megújítható – kétéves, átmeneti időszakra.
A 2024. május 6-án megtartott elnökválasztáson a leadott szavazatok 61,3%-át szerezte meg, míg legközelebbi kihívja, Succès Masra miniszterelnök 18,53%-al zárt. Ezzel a csádi junta lett az első a puccs sújtotta nyugat- és közép-afrikai országok közül, amely szavazás útján valósította meg az alkotmányos rendhez való visszatérést. Az ellenzék által vitatott eredmények egy nehéz választási időszakot zártak le, mivel a szavazás előtt megölték a legfőbb riválisát, majd másik három jelölt visszavonta az indulását. Az év végén tartott parlamenti választással lezárult a „demokratikus átmenet”, annak ellenére, hogy az ellenzék bojkottálta a voksolást.
2024 szeptemberben Budapestre látogatott, ahol Orbán Viktor miniszterelnökkel tárgyalt a nemzetközi terrorizmus elleni közös harc, a védelmi területen folytatandó tapasztalat- és tudáscsere, valamint a kölcsönös kiképzések és közös műveletek lehetőségéről.